# Vidhana Soudha
Vidhana Soudha (dob. 'Zakonodajna hiša') v Bangaloreju v Indiji je sedež državnega zakonodajnega telesa Karnatake. Zgrajena je v slogu, opisanem kot neodravidski in vključuje elemente različnih dravidskih slogov. Gradnja se je začela leta 1952 in dokončana leta 1956.

## Informacije
Oba doma zakonodaje Kneževine Misore, zakonodajna skupščina in zakonodajni svet, sta bila ustanovljena leta 1881 oziroma 1907. Zasedanja obeh hiš so potekala v Misoreju (s skupnimi sejami v mestni hiši v Bangaloreju) do osamosvojitve Indije od britanske oblasti 15. avgusta 1947, ko je Misore pristopil k Indiji. Glavno mesto države je bilo premaknjeno v Bangalore; obe hiši sta se preselili v Atara Kačeri, britansko zgrajeno stavbo v parku Cubbon, v kateri je bilo sedež višjega sodišča v Misoreju.
Začutili so potrebo po prostornejših prostorih za zakonodajno telo kot Atara Kačeri. Temeljni kamen stavbe je 13. julija 1951 položil Džavaharlal Nehru, prvi indijski premier. Načrtovana je bila dvonadstropna stavba, v kateri bi bila skupščina in svet.
Kengal Hanumanthaiah je po volitvah leta 1952 nasledil K. C. Reddyja kot glavni minister Misoreja. Hanumanthaiah je obstoječi načrt označil za »preprost in preprost tip ameriške arhitekture«, zato je naročil obsežne revizije, da bi ustvaril »umetniško delo v skladu s tradicijo države Misore«. Spremenjeni načrt je poleg hišnih prostorov vključeval državne urade, arhiv, knjižnico in banketno dvorano. Gradnja stavbe je bila dokončana leta 1956. Hanumanthiah je osebno nadzoroval in ukazal več posebnih vidikov gradnje; eden od njih je bil napis Vladno delo je Božje delo in njegov kanadski ekvivalent na entablaturo sprednje fasade. Končna zasnova naj bi zasenčila Atara Kačeri, ki so jo zgradili Britanci, trenutno sedež višjega sodišča v Karnataki, nasproti katerega so gradili Vidhana Soudha.

### Gradnja
Pri gradnji je bil uporabljen beli granit iz Magadija in Turuvekereja. Zaposlenih je bilo okoli 5000 delavcev in 1500 kamnosekov.
Ocena stroškov gradnje prvotne dvonadstropne stavbe je znašala 33 lakh (3,3 milijona) rupij. Končni stroški gradnje prenovljene stavbe so znašali 180 lakh (18 milijonov) rupij. Hanumanthaiah je bil kritiziran zaradi prenapihnjene vsote - kar ustreza 170 milijonom ₹ crore ali 1,7 milijarde ₹ (21 milijonov USD) leta 2019 - porabljene za gradnjo.

## Arhitektura
Vidhana Soudha, zgrajena iz granita, je največja zakonodajna stavba v Indiji. Na tleh meri 213,36 x 106,68 metra in je visok 53,34 metra. Arhitektura vključuje elemente slogov iz srednjeveških imperijev Čalukja, Hojsala in Vidžajanagara v Karnataki. Njena sprednja fasada, obrnjena proti vzhodu, ima verando z 12 granitnimi stebri, visokimi 12 metrov. Do verande vodi stopnišče s 45 stopnicami, široke več kot 61 metrov. Osrednja kupola s premerom 18 metrov je okronana s podobo državnega grba Indije.
Besedna zveza Vladno delo je Božje delo in njen kanadski ekvivalent Sarkarada kelasa devara kelasa (v kanadski pisavi kot ಸರ್ಕಾರದ ಕೆಲಸ ದೇವರ ಕೆಲಸ) sta vpisana na entablaturi. Leta 1957 je vlada Misoreja načrtovala zamenjavo napisa s Satjameva Džajate po ceni 7500 ₹ (kar ustreza 750 000 ₹ ali 9400 USD leta 2023), vendar do spremembe ni prišlo. Leta 1996 je napis navdihnil gostujočega guvernerja ameriške zvezne države, Georgea Voinovicha iz Ohia, da je predlagal vrezovanje Z Bogom je vse mogoče na državno hišo Ohia, kar je sprožilo odmevno tožbo.
Takratni stroški gradnje so znašali 17,5 milijona ₹ (kar ustreza 2,0 milijardi ₹ ali 25 milijonov USD leta 2023). Trenutno letni stroški vzdrževanja znašajo več kot 20 milijonov ₹ (250.000 USD), vključno s popravili, barvanjem in drugimi raznimi stroški.

## Replike

### Vikasa Soudha
Vlada Karnatake je južno od stavbe zgradila repliko z imenom Vikasa Soudha. Na pobudo takratnega glavnega ministra S. M. Krišne in slovesno odprta februarja 2005 naj bi bila prizidek, v katerem bodo nastanjena nekatera ministrstva in zakonodajni uradi.

### Suvarna Vidhana Soudha
Suvarna Vidhana Soudha (lit. 'zlata zakonodajna hiša') je zakonodajna stavba zvezne države Karnataka v Belgaumu v okrožju Belgaum v severni Karnataki. 11. oktobra 2012 ga je slovesno odprl predsednik Pranab Mukherjee.